# مولاژ

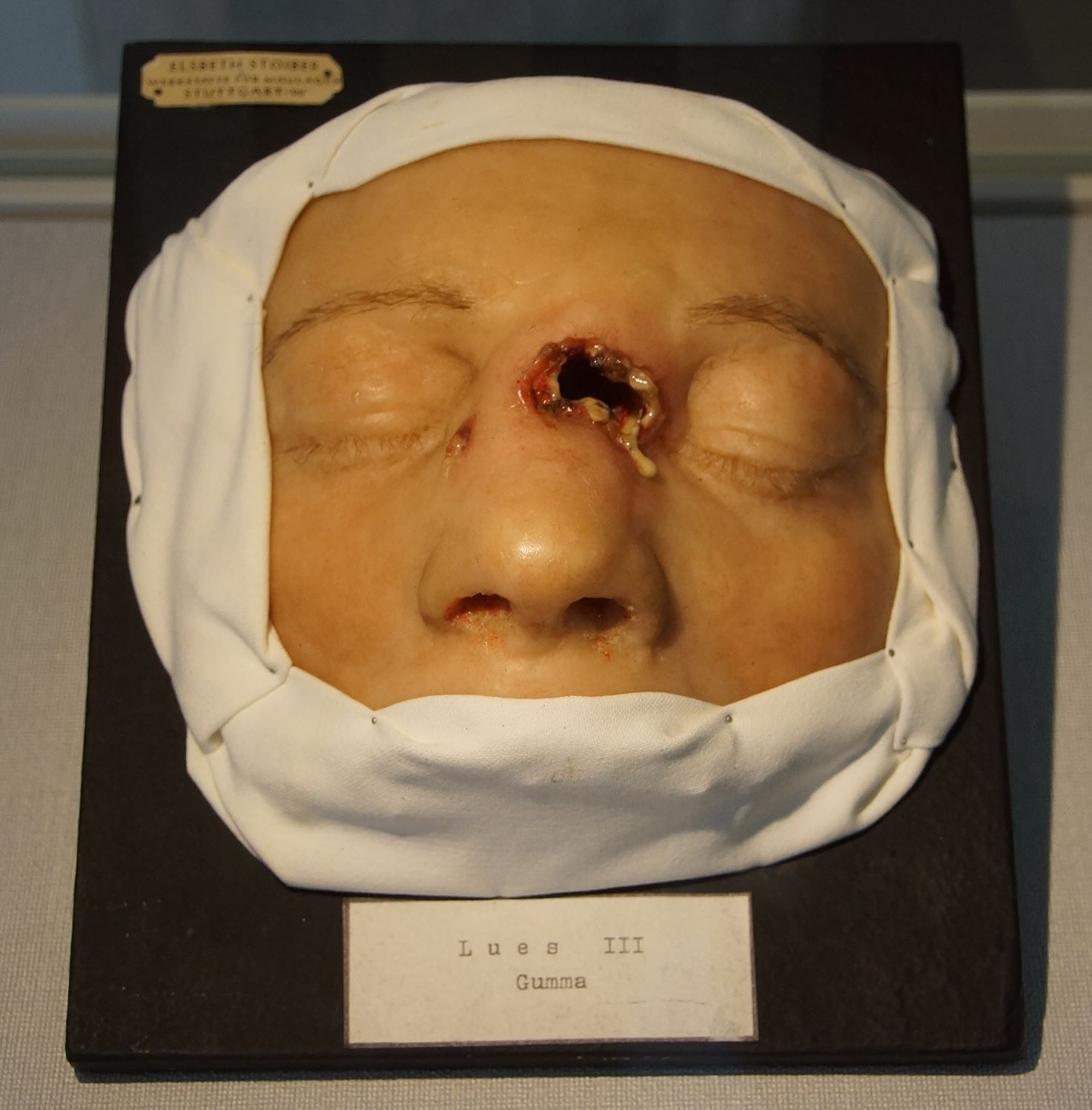
یک مولاژ از گوم مربوط به سیفلیس برای تمرین دانشجویان در دانشگاه توبینگن.

قالب‌ریزی یا مولاژ (به فرانسوی: Moulage) به معنی قالب، هنر استفاده از آسیب‌های ساختگی است. منظور از آموزش و ارایه‌ی آن معرفیِ آسیب‌ها  و واکنش تیم‌های اورژانس و دیگر پرسنل پزشکی و نظامی است. مولاژها معمولاً از لاستیک یا لاتکس، یا موم ساخته و با  استفاده از فنون تکنیک‌های آرایشی به ارائه نمودارهای طبیعی عناصر رئالیسم  می‌پردازند.
ساخت مولاژها در انواع مختلفی صورت می گیرد؛ 
بعضی از این تندیس‌ها آسیب‌های وارده به تن انسان را نمونه ‌سازی می‌کنند، مانند: مولاژهایی که زخم و جراحت، خون‌ریزی، استفراغ، شکستگی باز را نشان می‌دهند. بعضی از مولاژها حالت کالبدشناسی بدنِ کامل یک شخص سالم را نمایش می‌دهد. از آن جایی که مولاژها اهمیّت فراوانی در آموزش پزشکی دارند، برخی کشورها موزه‌هایی به منظور معرفی و نگهداریِ آنها ساخته‌اند.   به زبان انگلیسی مولاژهای پزشکی  را (medical moulage) یا تندیسهای کالبدشناسی (anatomical model) می‌گویند. بعضی از مولاژهای کالبدشناسی پزشکی، قسمتی از بدنِ انسان همچون سر، تنه، قفسه‌ی سینه، لگن، اندام و بعضی دیگر  کالبدشناسی دستگاه‌هایی از بدن انسان مانند دستگاه عصبی،  دستگاه گوارش، دستگاه تنفس و دیگر دستگاه‌های بدن را شبیه سازی و ارایه می‌دهند.

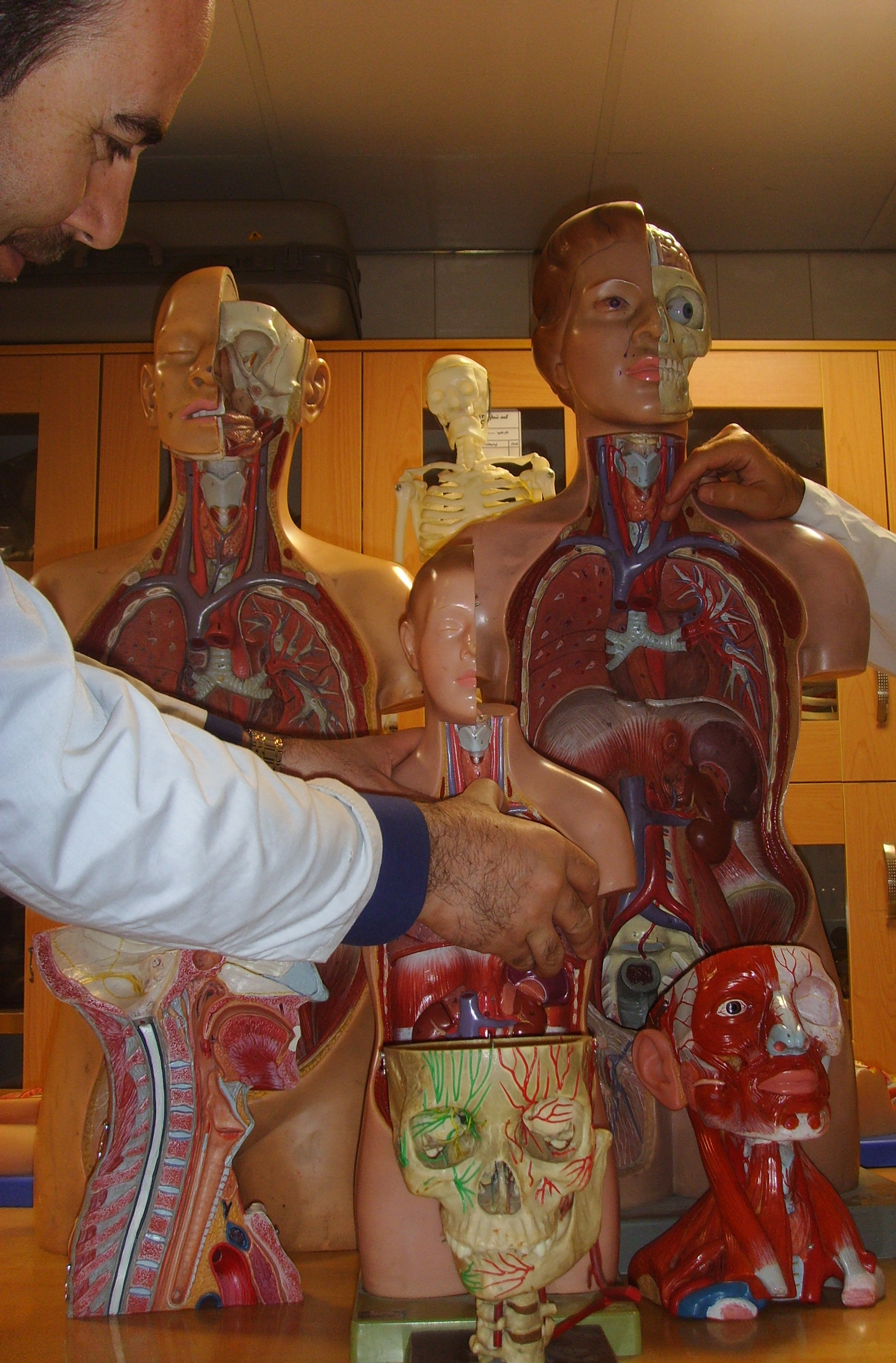
Anatomical lecture by moulages: آموزش کالبدشناسی عملی با استفاده از مولاژهای بدن انسان در دانشکده پزشکی.

بیشتر اوقات به منظورِ آموزشِ درسِ عملیِ کالبدشناسی (آناتومی)، دانشجویانِ رشتۀ پزشکی، دندانپزشکی، پرستاری، مامایی و دیگر رشته‌های پیراپزشکی و مهندسی پزشکی  در سالن مولاژ از  مولاژهای کالبدشناسی استفاده می‌کنند
.
علاوه بر قالب‌ریزی‌های موجود مولاژهای دیگری نیز وجود دارند که مربوط به ساختمان بدن جانوران و گیاهان  است ،که به آنها مدل‌های آناتومیک هم گفته می‌شود.
مولاژ می‌تواند به دانشجویان پزشکی و پیراپزشکی اطلاعات کاملی در رابطه با آناتومی بدن و محل دقیق قرارگیری هرکدام از اعضا را نشان دهد. ساخت این تندیس‌ها در اندازه‌های مختلفی صورت می‌گیرد، اما برای مولاژهای نیم‌تنه یا مولاژهای کامل بدن انسان، معمولاً اندازه واقعی مورد استفاده قرار می‌گیرد.
برخی از مولاژها به اقتضای استفاده و قابلیت های متفاوتشان با هم، با قابلیتِ جدا شُدگی و نصب مجدد قطعاتِ آنها و برخی دیگر ثابت و غیرمتحرک ساخته می‌شوند.

## تاریخچه
تندیس‌های کالبدشناسی نخستین،از جنس موم طبیعی بوده و آن را نمونه مومی (wax model) می‌گویند، این نمونه‌های مومی برای نخستین‌ بار در اواخر قرن هفدهم ، در شهر ناپل ساخته شده سپس به شهرهای فلورانس و پاریس رسید. در اواخر قرن نوزدهم ، ''جولس بارتا'' بیش از ۲۰۰۰ تندیس مومی را در بیمارستان سنت لوئیس پاریس ساخت. در قرن نوزدهم مولاژها برای آموزش پزشکی با طرح و  رنگهای طبیعی رایج شد. در زبان پارسی واژه مولاژ به تندیس‌ها و قالب‌های ساخته شده از روی آثار باستانی و مجسمه‌ها و اشیای هنری هم  گفته می‌شود.